# Alcebíades Sabino dos Santos
Alcebíades Sabino dos Santos (Rio das Ostras, 11 de agosto de 1957) é um político brasileiro.
Já foi filiado a Partido da Social Democracia Brasileira (PSDB), Partido Verde (PV) e Partido Social Cristão (PSC).

## Biografia
Filho de mãe merendeira e pai pescador, teve uma infância pobre ao lado dos cinco irmãos. A vida de estudante começou no Ginásio Casimiro de Abreu, localizado na vizinha Barra de São João. O segundo grau foi concluído no Colégio Araruama e a formação universitária aconteceu na Faculdade de Filosofia e Letras de Macaé, onde se graduou bacharel em Letras. Mais tarde, concluiu o curso de Comunicação Social na Faculdade Santa Edwiges, no Rio de Janeiro.
Sua vida profissional teve início em 1981, quando ingressou como funcionário concursado na Caixa Econômica Federal. De auxiliar administrativo, foi promovido a tesoureiro, depois a supervisor, até chegar ao cargo de gerente da agência de Macaé.[carece de fontes?]
Sabino começou a despontar no cenário político quando abraçou a causa da emancipação de Rio das Ostras que ocorreria em 1992.[carece de fontes?]
Foi fundador da Amarios – primeira associação de moradores de Rio das Ostras - atuando como interlocutor entre as aspirações populares e a administração municipal. A fundação da Federação de Associações de Moradores de Rio das Ostras, da qual foi um dos mentores, proporcionou que fosse eleito prefeito do município de Rio das Ostras, em 1996. Com altos índices de aprovação[carece de fontes?], foi reconduzido ao cargo, em 2000.[carece de fontes?]
A taxa de crescimento do município, durante os oito anos em que foi prefeito, alcançou a média de 12%, colocando Rio das Ostras na lista das dez cidades do Rio de Janeiro com melhor qualidade de vida.[carece de fontes?]
Após cumprir o mandato, assumiu, em fevereiro de 2005, a Subsecretaria de Meio Ambiente do Estado do Rio de Janeiro, com atuação junto ao CONEMA - Conselho Nacional de Meio Ambiente e à CECA - Comissão Estadual de Controle Ambiental.[carece de fontes?]
Em 2006, foi eleito deputado estadual no Rio de Janeiro, com 66.309 votos, sendo o mais votado do PSC. Não chegou a exercer o cargo, pois foi convidado para uma secretaria estadual pelo governador Sérgio Cabral Filho, em 1º de janeiro de 2007.
Em 8 de outubro de 2008 o Tribunal Superior Eleitoral confirmou sua cassação após denúncias de corrupção eleitoral (compra de votos), porém manteve-se no cargo através de liminar. Após quinze meses no cargo, reassumiu sua cadeira na Assembleia Legislativa do Estado do Rio de Janeiro, onde conseguiu se posicionar como um dos deputados com maior produção legislativa.[carece de fontes?]